# Rattini

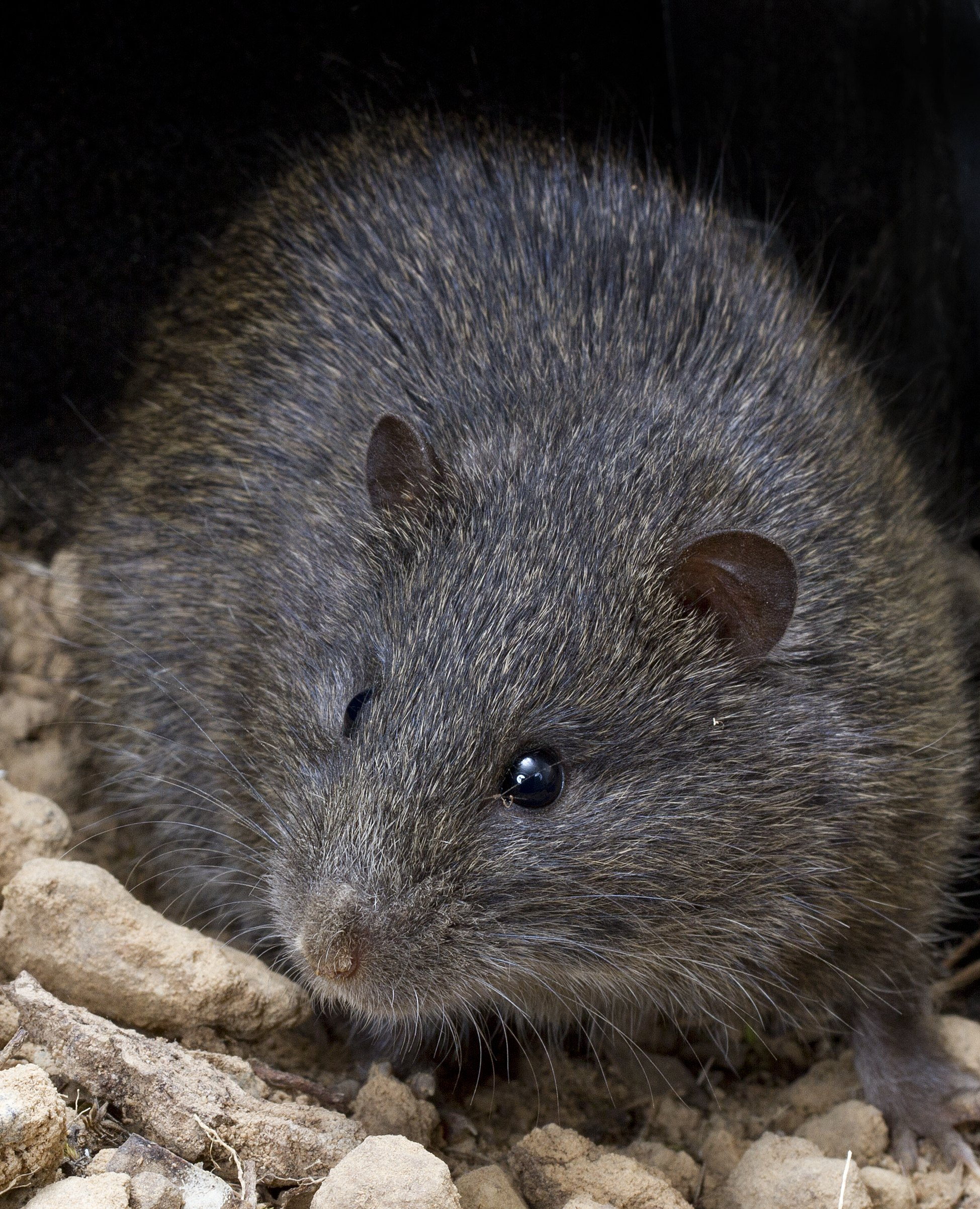
Rata de pantano australiano (Rattus lutreolus)

Rattini es una tribu muy grande y diversa de roedores muroides en la subfamilia Murinae. Se encuentran en toda Asia y Australasia, con algunas especies que se extienden por Europa y el norte de África. Los miembros más conocidos de este grupo son las ratas verdaderas (género Rattus), varias especies de las cuales se han introducido en todo el mundo.

## Taxonomía
Se cree que son el segundo miembro más basal de Murinae a pesar de su alta diversidad moderna, y solo Phloeomyini es más basal que ellos.
El género Micromys se clasificó previamente en una división polifilética que también contenía Hapalomys, Chiropodomys y Vandeleuria, pero la evidencia filogenética respalda que forma un grupo hermano del resto de Rattini. Se ha debatido si representa a su propia tribu (Micromyini) o a un miembro basal de los Rattini, pero la Sociedad Estadounidense de Mastozoología lo clasifica dentro de los Rattini según un estudio de 2019.

## Distribución
Se encuentran principalmente en toda Asia, principalmente en los trópicos y subtrópicos, pero con algunos géneros como Rattus, Micromys (si se considera parte de Rattini) y Nesokia que van desde el norte hasta las regiones templadas o desde el oeste hasta las regiones áridas. Además, muchas especies del género Rattus se encuentran en Nueva Guinea y Australia, lo que los convierte en los únicos roedores nativos de la región fuera de Hydromyini. Solo una especie (Micromys minutus, si se incluye) se extiende por toda Europa, y otra (Nesokia indica) se extiende hasta el norte de Egipto. Varias especies de Rattus también se han introducido en todo el mundo y, en algunos casos, se han convertido en especies invasoras que han llevado a la extinción de muchos animales y plantas.
Dentro de Asia, Rattini alcanza su mayor diversidad en los trópicos del sudeste asiático, especialmente en Filipinas y la isla indonesia de Sulawesi .